# Clarence E. Gauss

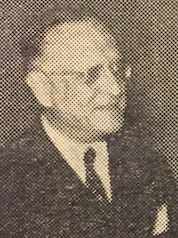
Clarence E. Gauss

Clarence Edward Gauss (* 1886 oder 12. Januar 1887 in Washington, D. C.; † 8. April 1960 in Kalifornien) war ein US-amerikanischer Diplomat.

## Leben
Clarence E. Gauss war der Sohn des im Bureau of Pensions angestellten Beamten Herman Gauss und dessen Frau Emilie Julia Eisenman. Nach seinem Schulabschluss 1903 arbeitete er zunächst drei Jahre lang als Stenograph für eine Anwaltskanzlei in Washington, D. C. und dem Committee on Invalid Pensions des Repräsentantenhauses, bevor er 1906 ein Angestellter des Außenministeriums wurde.
Er verbrachte beinahe seine gesamte Karriere im heutigen China, welches zu diesem Zeitpunkt eine der turbulentesten Episoden seiner Geschichte erlebte. Es fand 1912 der Übergang von einem Kaiserreich zu einer Republik statt, ab 1927 der Chinesische Bürgerkrieg sowie ab 1937 eine Invasion durch das Japanische Kaiserreich. Gauss’ erster Posten in China war von 1907 bis 1909 als stellvertretender Generalkonsul in Shanghai. Nach drei weiteren Jahren im US-Außenministerium in Washington, D. C. diente er auf verschiedenen Positionen in Shanghai (1912–1916, 1926–1927, 1935–1940), Tianjin (1916, 1924–1926, 1927–1931), Xiamen (1916–1919), Jinan (1919–1923), Shenyang (1923–1924) und Peking (1933–1935). Unterbrochen wurde sein dortiger Dienst durch drei Jahre in Washington, D. C. (1931–1933), 1935 in der US-Botschaft in Paris und von 1940 bis 1941, als er als erster Botschafter der Vereinigten Staaten in Australien diente. Seine Karriere gipfelte 1941, als der Präsident Franklin Delano Roosevelt ihn zum Botschafter in der Republik China ernannte. Die Vereinigten Staaten traten nach dem Angriff auf Pearl Harbor an Seite der Alliierten und damit auch der Republik China in den Zweiten Weltkrieg ein (vgl. Eintritt der Vereinigten Staaten in den Zweiten Weltkrieg), was eine enge Zusammenarbeit zwischen der Roosevelt-Regierung und der Kuomintang, der Regierung großer Teile Chinas, nach sich zog. Diese Operationen waren für die amerikanische Militärführung von hoher Bedeutung, weshalb Botschafter Gauss oft übergangen und seine Vorschläge, wie die Bindung militärischer Unterstützung an politische Reformen in China, ignoriert wurden. Nachdem seine Vorschläge zur engeren Zusammenarbeit mit der Kommunistischen Partei Chinas wegen Protesten des Anführers der Kuomintang Chiang Kai-Shek abgelehnt wurden, trat Gauss im November 1944 von seinem Posten zurück.
Nach seinem Rückzug aus dem Foreign Service im Mai 1945 ernannte ihn Roosevelts Nachfolger Harry Truman im Dezember desselben Jahres zum Leiter der Export-Import Bank. Er ging 1952 in den Ruhestand und verbrachte seinen Lebensabend in Kalifornien, wo er 1960 verstarb. Er erhielt den Medal of Freedom.